# Frisco Bowl 2020
Match précédent Match suivant
Le Frisco Bowl 2020 est un match de football américain de niveau universitaire qui devait être joué le 19 décembre 2020, après la saison régulière de 2020, au Toyota Stadium de Frisco dans l'État du Texas aux États-Unis. 
4e édition du Frisco Bowl, il aurait dû mettre en présence l'équipe des Mustangs de SMU issue de la American Athletic Conference et l'équipe des Roadrunners d'UTSA issue de la Conference USA.
Il devait débuter à 18 heures locales, être retransmis par la télévision par ESPN et sponsorisé par la franchise Tropical Smoothie Cafe (en) renommant officiellement le match 2020 Tropical Smoothie Frisco Bowl. 
Le 15 décembre 2020, deux jours après l'annonce de la sélection des deux équipes, le match est annulé à la suite de la pandémie de Covid-19, trop de cas positifs ayant été relevé au sein de l'équipe de SMU,.
L'équipe des Roadrunners d'UTSA a dès lors accepté de participer au First Responder Bowl 2020.

## Présentation du match
Le match aurait été la première rencontre entre les deux équipes.
| Équipes | Conférences | Entraîneurs       | Stats. saison rég. | Classements avant le bowl | Classements avant le bowl | Classements avant le bowl |
| ------- | ----------- | ----------------- | ------------------ | ------------------------- | ------------------------- | ------------------------- |
| Équipes | Conférences | Entraîneurs       | Stats. saison rég. | CFP                       | AP                        | Coaches                   |
| SMU     | AAC         | Sonny Dykes (en)  | 7 - 3              | NC                        | NC                        | NC                        |
| UTSA    | C-USA       | Jeff Traylor (en) | 7 - 4              | NC                        | NC                        | NC                        |

### Mustangs de SMU
Avec un bilan global en saison régulière de 7 victoires et 3 défaites (4-3 en matchs de conférence), SMU était éligible et avait accepté le 9 décembre 2020 l'invitation pour participer au Frisco Bowl de 2020.
Ils avaient terminé 5e de la American Athletic Conference derrière #8 Cincinnati, #24 Tulsa, Memphis et UCF.
À l'issue de la saison 2020, ils n'apparaissaient pas dans les classements CFP, AP et Coaches.
Ils auraient participé à leur 2e Frisco Bowl :
| Saisons | Dates            | Vainqueurs           | Scores  | Finalistes | Bilan     |
| ------- | ---------------- | -------------------- | ------- | ---------- | --------- |
| 2017    | 20 décembre 2017 | Louisiana Tech (6-6) | 51 - 10 | SMU (7-5)  | D : 0 - 1 |

### Roadrunners d'UTSA
Avec un bilan global en saison régulière de 7 victoires et 4 défaites (5-2 en matchs de conférence), UTSA était éligible et avait accepté le 13 décembre 2020 l'invitation pour participer au Frisco Bowl de 2020, la première fois de leur histoire.
Ils avaient terminé 2e de la West Division de la Conference USA derrière UAB.
À l'issue de la saison 2020, ils n'apparaissaient pas dans les classements CFP, AP et Coaches.